# São Brás (Praia da Vitória)
São Brás ist eine portugiesische Gemeinde (Freguesia) im Kreis (Município) Praia da Vitória auf der Azoren-Insel Terceira. In ihr leben 1035 Einwohner (Stand 19. April 2021).